# Rio Barreiro (vattendrag i Brasilien, Paraná, lat -24,40, long -53,17)
Rio Barreiro är ett vattendrag i Brasilien.   Det ligger i delstaten Paraná, i den södra delen av landet, 1 100 km sydväst om huvudstaden Brasília.
Trakten runt Rio Barreiro består till största delen av jordbruksmark. Runt Rio Barreiro är det glesbefolkat, med 20 invånare per kvadratkilometer.